# ДД (ролевые игры)
ДД или дэмэдж дилер (англ. damage dealer) — игрок в компьютерных или настольных ролевых играх, в группе либо индивидуально, наносящий в бою основной урон противникам ("монстрам"). Его основной задачей является нанесение максимального урона за минимальное время. По-русски часто именуется просто "дамагер", его основной характеристикой является ДПС (с англ. — «DPS», damage per second).
Кроме нанесения повреждений на ДД могут возлагаться обязанности наложения на противника ослаблений (т.н. дебаффов, англ. debuff), и использования способностей, временно выводящих противника из боя — эффекты "крауд контрол" (англ. crowd control), - к последним, например, относятся замедление (Slow, Entangle — «Lineage 2»), оглушение (Stun Shot — «Lineage 2») или удержание противника на месте путём усыпления (Sleep — «Lineage 2») или связывания (Root — «Lineage 2»).
Игровые классы, относящиеся к ДД, могут иметь защиту: выше средней (например, воины Тира в «Lineage 2»; Warrior, Paladin, Death Knight — в «World of Warcraft»); среднюю (лучники: Эура — «Lineage 2», Hunter — «World of Warcraft»; разбойники: Одала — «Lineage 2», Rogue — «World of Warcraft»; или Druid в DPS-форме, в том же «WoW») и низкую (магические классы, к примеру, волшебники Фео — «Lineage 2», Mage, Priest, Warlock — «World of Warcraft»), Воин-Физик — Восточная action MMORPG «Metin2»
ДД выполняют свои функции в тесном взаимодействии с танком, целью которого является отвлечение внимания противника на себя. Задача ДД — выждать момент, когда танк наберет достаточное количество ненависти противника (т.н. «аггро», с англ. — «aggression») на себя, таким образом удерживая его (внимание) — после чего можно начать нанесение основного урона, при этом строго следя за тем, чтобы не обратить итоговое внимание противника лично на ДД, т. к. последнее может привести в итоге к уничтожению группы.
Зачастую ДД, в отличие от других бойцов, необходимо восполнение атакующего ресурса (маны, стрел, других игровых предметов), то есть по затратам он может быть достаточно дорогим персонажем, но есть и персонажи (например, Warrior, Druid, Rogue, Death Knight — «World of Warcraft»), которые используют ярость, энергию или силу рун как ресурс.
Так же есть два вида ДД — Рдд — Рэндж ДД (англ. range damage dealer), то есть персонажи, которые наносят урон с расстояния, и Мдд — Мили(и) ДД (англ. melee damage dealer), то есть персонажи, которые наносят урон непосредственно стоя у цели.
В зависимости от типа группы, такого как ПвЕ\ПвМ — группа против игрового мира (англ. PvE\PvM — Party vs Environment\Party vs Mobs), ПвП — игроки против игроков (англ. PvP — Party vs Party\Player vs Player) или специализированные виды групп (мини-группа или большая — т. н. Raid - рус. рейд), ДД выполняет различные функции, для которых основными являются мобильность (agility) или скорость персонажа (speed) и высокий урон (damage, DPS).
За счёт высокого урона нескольких ДД группа может обходиться без танка, успевая уничтожать противников на расстоянии или за малый промежуток времени.
В большинстве игр ДД делятся на два класса: физический (стрелковый и ближнего боя) и магический урон. Первые в свою очередь разделяются на классы ближнего и дальнего боя, при этом обладая достаточно высокой защитой, а магические персонажи совмещают в себе возможности нанесения урона как с ближней, так и с дальней дистанции, при этом предпочитая не вступать в рукопашную схватку из-за малого запаса здоровья и слабой брони.
В отдельно взятой группе наличие ДД не обязательно, поскольку танк при поддержке саппорт-классов (т. н. хилеров — лекарей, с англ. — «healers») и бафферов — персонажей, усиливающих урон или защиту) может самостоятельно справляться с одиночными противниками. Тем не менее, ДД — обязательная часть высокоуровневой группы, сражающейся с превосходящими по уровню, количеству или мощности врагами. Во-первых, наличие ДД значительно сокращает время уничтожения противника, во-вторых, ДД зачастую может наносить урон нескольким противникам сразу, в-третьих, на высоких уровнях мощность противников обычно уже превышает возможности одного персонажа, поэтому необходим сбор группы. В четвёртых, некоторые компьютерные противники обладают энрейнджем — через некоторый промежуток времени после начала боя либо после падения здоровья до определенного уровня их урон резко увеличивается, нередко значительно превышая здоровье самого прочного танка. Соответственно, в бою с такими мобами необходимы ДД.
В больших группах при наличии танка, или персонажа, выполняющего его функции, несколько ДД работают вместе «по ассисту» (англ. assist), выбирая следующую цель по его указанию. Обычно для этого существует специальный указатель (навык, умение). Сконцентрировав атаку на одной цели, ДД быстрее уничтожают группу противника, снижая при этом количество повреждений, наносимых при этом танку в единицу времени, таким образом экономя силы лекарей (ману).
- в указаниях классов «Lineage 2» использованы названия четвёртых профессий